# Ukrposta
A Ukrposta (ukránul: Укрпошта) részvénytársasági formában működő, postai szolgáltatásokat végző vállalat, amely teljes egészében az ukrán állam tulajdonban van. Az 1947-ben alapított Ukrposta létrehozása óta tagja az Egyetemes Postaegyesületnek, és tulajdonosa az ukrán bélyegeket gyártó cégnek, az Ukrán Bélyegeknek (ukránul: Марки України).

## Történelem
Az Ukrposta a Szovjet Távközlési Minisztérium moszkvai központú Postaigazgatóságának köztársasági részlegeként működött az Ukrán SZSZK területén. Az Ukrán SZSZK nem rendelkezett külön távközlési rendszerrel, és teljesen integrálódott a szovjet távközlési rendszerbe. A gorbacsovi reformok (peresztrojka és decentralizáció) részeként 1991-ben a még a Szovjetunióhoz tartozó Ukrajnában létrehozták az Ukrtelekom vállalatot, amely átvette az összes kommunikációs eszköz és a posta igazgatását.
1994-ben az Ukrposta önálló üzleti egységként kezdett működni az Ukrtelekom szerkezetátalakítását követően, ezt követően az Ukrposta postai, míg az Ukrtelekom telefon- és távirati szolgáltatásokat nyújt.
1998 júliusában Ukrpostát a kormány kérésére ismét átalakították.
Jelenleg az ukrán infrastrukturális minisztérium és az Ukrán Miniszteri Kabinet rendeletei irányítják. Az Ukrposta tevékenységét Ukrajna postai szolgáltatásról szóló törvénye (2001. október 4. óta hatályos) és más törvények szabályozzák, beleértve az EP rendeleteit is.

## Adatok[5]
Az Ukrposta számokban :

Logó (1992–2009)

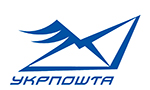
Logó (2009–2017)

Jelenlegi logó (2017-, ukrán felirattal)

- 24 regionális területi igazgatóság
- 11 000 postahivatal
- 50 000 dolgozó
- > 5 300 autó
- 200,9 millió feldolgozott és kiszállított termék, ebből:
  - 15,4 millió ajánlott termék
  - 11,1 millió megrendelés
  - 74,0 millió nyugdíj
- Közvetlen kiszállítás 15 millió előfizetőnek
- Előfizetési kiszállítás: 500,7 millió újság
- 31 tonna szállítása évente, a járművek által megtett út összesen 72 millió km

## 2014-es események
A 2014-ben történt események miatt a cég kiszolgálási területei is lecsökkentek, ez év áprilisától az Ukrposta nem szállított a Krímbe és Szevasztopolba, és decemberben elhagyta a Donecki és a  Luhanszki terület oroz megszállás alá került részét is. Az ezen területeken lévő infrastruktúráját átvette néhány újonnan alakult posta: a Krím Posta (április 21-től), a Donbasz Posta (december 2-től) és az LNR Posta. 2014 elején a cégnek 553 postája és 221 levélszállító járműve volt a Krímen. Körülbelül 4700 ember, azaz a munkaerőjének 5%-a része volt a Krími Igazgatóságának. 2014. március 27-től az Ukrajnából az Ukrpostával küldött leveleket a Krím Posta nem kézbesíti, hanem visszaküldi. Emiatt a cég nem tud semmilyen levelet küldeni a Krím-félszigetre. A jelenlegi helyzetben az Ukrposta sem fogadja el a Krímről küldött leveleket.

## Fordítás
- Ez a szócikk részben vagy egészben  az   Ukrposhta című angol Wikipédia-szócikk ezen változatának fordításán alapul.  Az eredeti cikk szerkesztőit annak laptörténete sorolja fel. Ez a jelzés csupán a megfogalmazás eredetét és a szerzői jogokat jelzi, nem szolgál a cikkben szereplő információk forrásmegjelöléseként.